# 斉万年
斉 万年（せい ばんねん、? - 299年）は、中国・西晋時代の人物。チベット系氐族の首長。

## 生涯
後漢から魏の時代にかけて、当時の政策により、周辺の少数民族が関中に入り居住していたが、その生活は貧しく、漢人からは差別的な待遇を受けていたこともあり、西晋の初期からたびたび大規模な反乱が勃発していた。武帝（司馬炎）の時代では泰始6年（270年）より10年間つづいた、河西鮮卑の禿髪樹機能の反乱が有名であるが、将軍馬隆によりこれは鎮圧された。
恵帝の時代の元康6年（296年）には匈奴の郝度元が羌胡の2族を連合し反晋活動を開始する。当時関中では飢饉が発生しており、秦・雍の羌人もこれに呼応し、斉万年を皇帝に推戴し兵力7万の勢力となった。斉万年の軍勢は涇陽（現在の甘粛省平涼市北西）に進撃し、その影響力は無視できないものとなった。
晋朝は梁王司馬肜の下、安西将軍夏侯駿、建威将軍周処（周魴の子）等を征討に派遣する。斉万年の軍は梁山（現在の陝西省乾県）を拠点とし、5千の兵を以ってこれを迎撃し全滅させ、周処を戦死させた。司馬肜と周処とは不仲であり、司馬肜はわざと周処を死地に追いやったのである。また、斉万年は周処と面識があり、「周処殿が大将なら我々に勝ち目はないが、副将であれば使いこなせるものはいないのだから生け捕るまでだ」と評していた。
元康8年（298年）、西晋は左積弩将軍孟観による征伐を再び実施、翌年、斉万年軍は中亭（現在の陝西省武功県西）で敗れ、斉万年は殺害された。こうして叛乱は4年で崩壊した。

## 関連
- 徙戎論